# Altstadt-Lehel
Altstadt-Lehel München egyik városrésze.

## Közlekedés
A belváros jól megközelíthető az összes városrészből, sőt a környező településekről is, ugyanis a városrész alatt halad keresztül a müncheni S-Bahn "törzsvonala", melyen az összes egyszámjegyű járat is közlekedik. Így kiváló átszállási lehetőségek vannak bármelyik S-Bahnról bármelyikre, továbbá a metróra is. A felszínen pedig villamosok és autóbuszok közlekednek.